# Lil' ½ Dead
Lil Half Dead (Estilizado Lil' ½ Dead) nome artístico de Donald Smith, (Long Beach, 13 de setembro de 1974) é um rapper, produtor e compositor norte-americano. Smith é primo dos artistas Snoop Dogg e Nate Dogg.
Seu nome artístico não se baseia no personagem Half Dead do filme Penitenciária, mas sim no seu irmão Big Half Dead, que agora está morto.

## Discografia

### Álbuns
| Informação                                                |
| --------------------------------------------------------- |
| The Dead Has Arisen - Lançado: 1994 - Gravadora: Priority |
| Steel on a Mission - Lançado: 1996 - Gravadora: Priority  |
| Showtime EP - Lançado: 2004                               |

## Filmografia
- DPG Eulogy (2005)